# Vincent Aboubakar
Vincent Aboubakar (Yaoundé, 22 de janeiro de 1992) é um futebolista camaronês, que atua como atacante. Atualmente, está sem clube.

## Carreira
Após se destacar no Cotonsport, de Camarões, aos 18 anos, Aboubakar assinou contrato com o Valenciennes, da França, em 26 de maio de 2010. No mesmo mês, foi convocado pela Seleção Camaronesa para a Copa do Mundo FIFA de 2010.
Foi convocado para a disputa da Copa do Mundo FIFA de 2014, e, após a disputa da competição, no dia 24 de agosto de 2014, Aboubakar assina pelo Porto.
Na CAN 2017, Aboubakar marcou um gol aos 88 minutos na final para dar a Camarões uma vitória por 2 a 1 contra o Egito, encerrando a espera de 15 anos de seu país pelo título continental.

## Títulos
Cotonsport
- Campeonato Camaronês: 2010

Porto
- Campeonato Português: 2017-18, 2019-20
- Taça de Portugal: 2019-20
- Supertaça Cândido de Oliveira: 2018, 2020

Beşiktaş
- Campeonato Turco: 2016-17, 2020-21
- Copa da Turquia: 2020-21
- Supercopa da Turquia: 2021

Al-Nassr
- Supercopa Saudita: 2021

Seleção Camaronesa
- Campeonato Africano das Nações: 2017

Prêmios individuais
- Artilheiro do Campeonato Africano das Nações: 2021 (8 gols)